# Municipio de Waterville (Minnesota)
El municipio de Waterville (en inglés, Waterville Township) es un municipio ubicado en el condado de Le Sueur, Minnesota, Estados Unidos. Según el censo de 2020, tiene una población de 674 habitantes.

## Geografía
Está ubicado en las coordenadas 44°15′15″N 93°35′47″O / 44.25417, -93.59639 (44.254158, -93.596295). Según la Oficina del Censo de los Estados Unidos, el municipio tiene una superficie total de 87.3 km², de la cual 79,0 km² corresponden a tierra firme y 8.3 km² son agua.

## Demografía
Según el censo de 2020, hay 674 personas residiendo en la zona. La densidad de población es de 8.5 hab./km². El 95.55 % de los habitantes son blancos, el 0.45 % son afroamericanos, el 0.15 % es amerindio, el 0.15 % es isleño del Pacífico, el 0.59 % son de otras razas y el 3.12 % son de una mezcla de razas. Del total de la población, el 2.08 % son hispanos o latinos de cualquier raza.

## Gobierno
El municipio está gobernado por una junta integrada por tres supervisores. Hay también un secretario y un tesorero.